# Talpinella
Talpinella es un género de foraminífero bentónico de la familia Heterolepidae, de la superfamilia Chilostomelloidea, del suborden Rotaliina y del orden Rotaliida. Su especie tipo es Talpinella cunicularia. Su rango cronoestratigráfico abarca desde el Campaniense hasta el Maastrichtiense (Cretácico superior).

## Clasificación
Talpinella incluye a la siguiente especie:
- Talpinella cunicularia